# Instituut-Lorentz voor Theoretische Fysica
Het Instituut-Lorentz voor Theoretische Fysica (Instituut-Lorentz, Lorentz Institute for theoretical physics) is een Nederlandse wetenschappelijke organisatie van de Universiteit Leiden.
Met de experimentele fysicagroep van het Kamerlingh Onnes Laboratorium en het Huygens-laboratorium vormt dit instituut het Leiden Institute of Physics. Het Instituut-Lorentz neemt deel aan twee onderzoekscentra: de Casimir Onderzoeksschool (met de Technische Universiteit Delft) en de Nederlandse Onderzoeksschool voor Theoretische Fysica.

## Geschiedenis
De activiteiten van het instituut voor theoretische fysica begonnen in 1921 met een openbare lezing gegeven door Hendrik Lorentz. Pas in 1954 kreeg het instituut de formele naam Instituut-Lorentz op initiatief van de Leidse hoogleraren Sybren de Groot en Peter Mazur.